# Frietmuseum (Brugge)

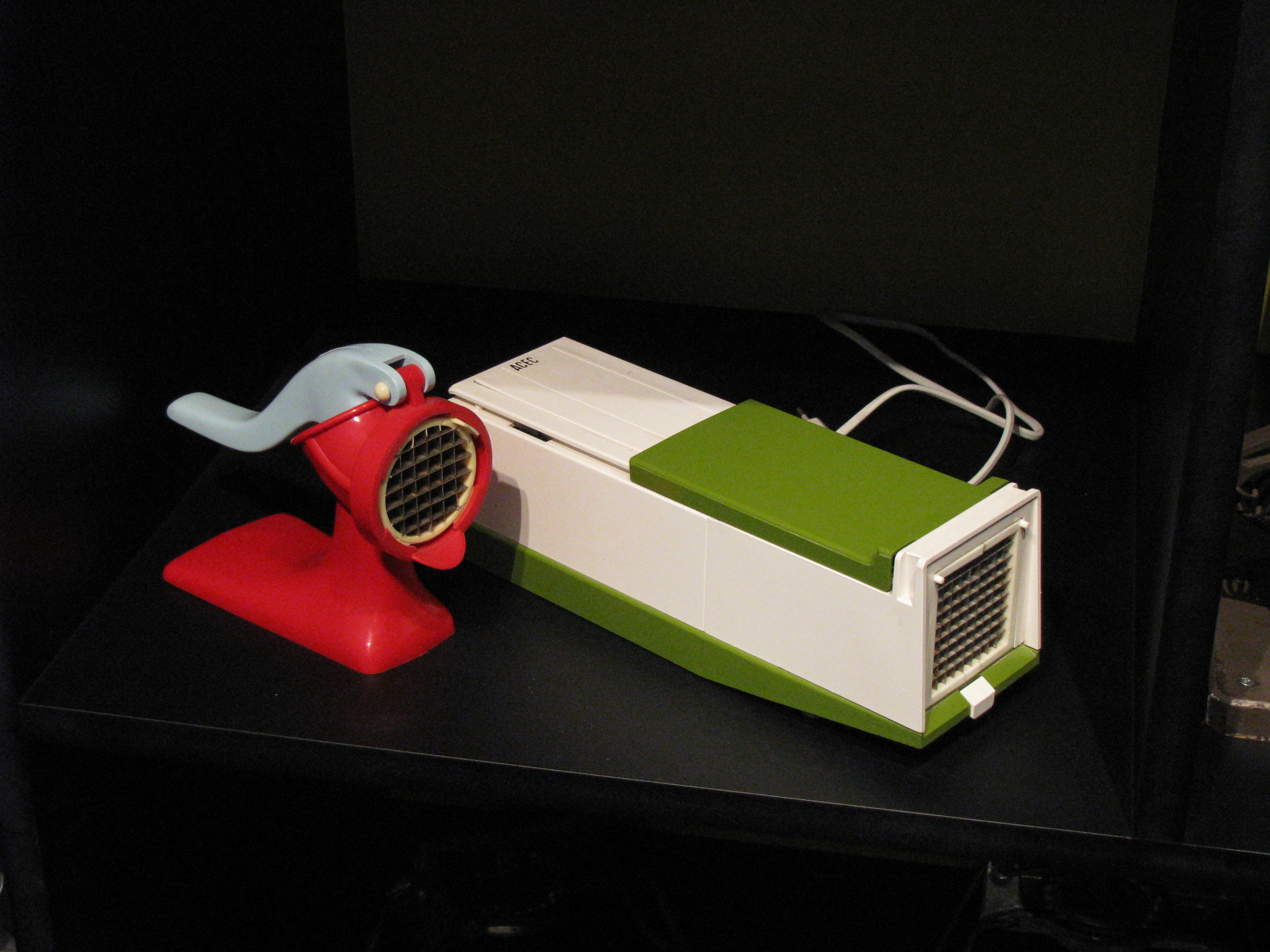
Frietpersen in het Frietmuseum

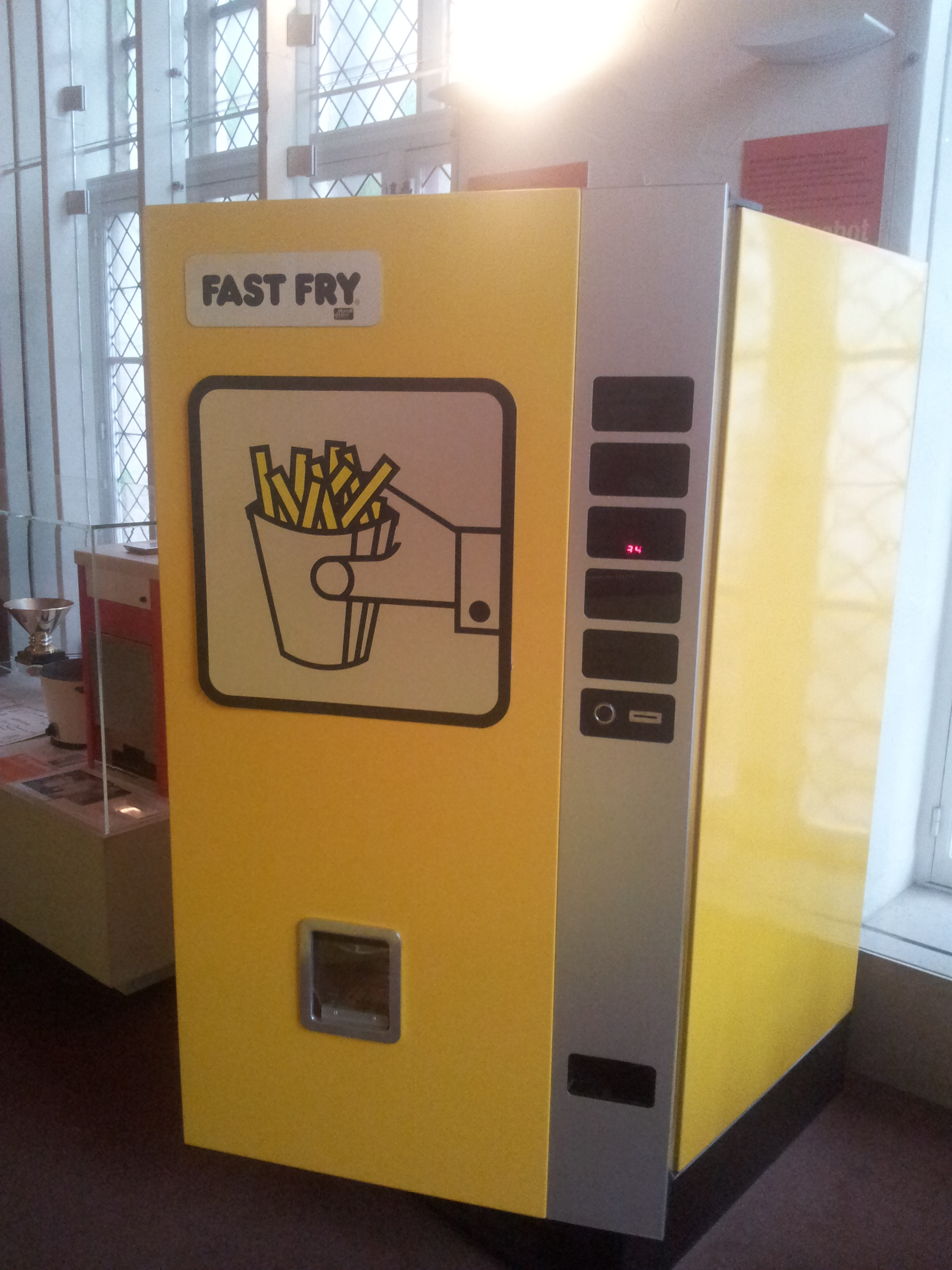
Frietmachine

Het Frietmuseum van Brugge is het eerste (en tot de opening van het Brusselse Frietmuseum in 2025 het enige) museum ter wereld dat de hele geschiedenis toont van de oorsprong van de aardappel tot de eerste frieten. Het museum bevat een collectie machines die gebruikt werden voor de bewerking, de oogst, het schillen, het sorteren en het bakken van aardappelen. Het museum is ook gericht op het tonen van Belgische frieten in kunst, muziek en film.
Het museum opende zijn deuren in mei 2008 en is ondergebracht in de Saaihalle.

## Expositie
Het Frietmuseum omvat drie gedeelten:
- de geschiedenis van de aardappel;
- de geschiedenis van de friet;
- het proeven van friet.

In de eerste zaal wordt de productie van de aardappel getoond. Deze geschiedenis begon meer dan 10.000 jaar geleden in Peru. Het museum toont hoe de wilde aardappel een geteelde plant werd. Er wordt ook uitgelegd hoe de aardappel van Peru naar Europa kwam.
In het tweede gedeelte wordt het ontstaan van de friet uitgelegd. Hier staan allerlei machines om de aardappel te schillen, te snijden en te frituren. Men krijgt er uitleg over de oorsprong van de eerste saus, wandelt door een frietkot, en krijgt een overzicht van de friet in de kunst, de friet in Brugge en de friet in stripverhalen.
Na het bezoek kan men frieten en enkele typische Belgische vleesbereidingen en sauzen proeven in de middeleeuwse kelder van het gebouw.

## Collectie
De collectie van het Frietmuseum werd samengesteld aan de hand van drie verzamelingen, die naderhand werden aangevuld.
De oude machines en apparaten komen uit de collectie van Eddy Cooremans, wonende te Merchtem. Eddy en zijn echtgenote Marie-Josée hebben lang zelf een frituur in Humbeek uitgebaat. Ook staat er een frietmachine, een apparaat dat in de praktijk geen succes werd.
Een tweede bron van oude voorwerpen en in dit geval zeer oude, is de wereld van de antiek. Het zijn "huacos" of oude keramische potten uit de Inca periode, in de vorm van aardappelen.
Het derde deel van de verzameling komt uit die van Paul Illegems, die professor aan de Kunstacademie in Antwerpen was en die heel wat kunstwerken in verband met aardappelen en friet wist te vergaren.
Illegems had voornamelijk interesse in het "frietkot". Hij reisde doorheen heel België en nam heel wat foto's.
Deze foto's en de werken van kunstenaars stelde hij tentoon in een zaal boven Fritkot Max op de Groenplaats te Antwerpen. Illegems stelde ook tentoon op andere plaatsen, onder andere in het
"musée van de gourmandise", gevestigd in de Ferme castrale van Hermalle-sous-Huy. In 2008 vervoegde zijn collectie die van het Frietmuseum te Brugge.
De werken van heel wat kunstenaars worden daar tentoongesteld, waaronder Jean-Michel Folon, Marcel Mariën, Jan Bucquoy, Luc Crombeecke en André Stas.